# Mia (film 2023)
Mia è un film del 2023 diretto da Ivano De Matteo. Gli interpreti principali sono Edoardo Leo nel ruolo di Sergio e Greta Gasbarri nel ruolo di Mia.
Il film è stato accolto positivamente dalla critica cinematografica. Ha ottenuto quattro candidature ai Nastri d'argento, dove è stato riconosciuto l'esordio attoriale di Greta Gasbarri. Ha vinto due Globi d'oro per la sceneggiatura e l'interpretazione di Leo, e il Ciak d'oro per il miglior film.

## Trama
Roma, quartiere Ostiense. Sergio, conducente di ambulanze, e Valeria sono una coppia affiatata con un'unica figlia adolescente, Mia. Nella loro vita entra improvvisamente il ventenne Marco, che diventa il primo ragazzo di Mia. Marco si rivela da subito un manipolatore, che stravolge la vita della quindicenne controllandole il cellulare, allontanandola dallo sport, dalla scuola e dalle amiche; pian piano, inoltre, il suo atteggiamento controllante nei confronti di Mia inizia ad impattare anche sul comportamento e le abitudini di quest'ultima, che smette di truccarsi, si veste in modo da non mostrare il proprio corpo ad altre persone ed è sempre in contatto telefonico con Marco, che le scrive e la chiama continuamente, criticando e disprezzando qualsiasi altra sua frequentazione. 
Una notte, con il pretesto del compleanno del ragazzo, Marco convince Mia a scappare di casa per passare la nottata con lui nella casa al mare dei suoi genitori (elemento da cui viene confermato lo status sociale elevato del ragazzo). Qui Marco insiste affinché lei beva dell'alcol e abbia un rapporto sessuale con lui, per poi lasciarla ad una stazione di servizio.
La ragazza, aiutata dal determinato e premuroso padre, riesce a chiudere la relazione altamente tossica e violenta in cui è finita e ricomincia a vivere la sua vita evitando di rispondere ai messaggi e alle telefonate di Marco ma il ragazzo, dopo i rifiuti delle chiamate di Mia e alla prima occasione in cui quest'ultima esce a bere un caffè con un altro ragazzo, inizia a diffondere attraverso i social foto e video che la ritraevano nuda la notte in cui erano stati insieme. Devastata, tenta il suicidio (il finale sembra auspicare la sopravvivenza) per la disperazione e al padre, distrutto dal dolore e di fronte all'inefficienza della giustizia (il padre denuncia il ragazzo ma l'iter sembra andare a rilento), rimane solo una cosa: la vendetta nei confronti di Marco.

## Produzione
Il film, diretto da Ivano De Matteo e co-scritto con la compagna Valentina Ferlan, è stato prodotto da Rai Cinema e Lotus Production. Le riprese si sono svolte tra gennaio e febbraio 2022 a Roma.

## Promozione
Il primo trailer del film è stato diffuso l'8 marzo 2023 dalla casa di distribuzione su YouTube. Il film è stato presentato in anteprima al Bari International Film Festival 2023 il 27 marzo 2023.

## Distribuzione
La pellicola è stata distribuita nelle sale a partire dal 6 aprile 2023.

## Accoglienza

### Incassi
Al box Office italiano ha incassato 832.000 euro.

### Critica
Il film ha ottenuto recensioni positive da parte della critica cinematografica, che ne ha apprezzato le scelte della regia e della sceneggiatura, oltre che l'interpretazione del cast attoriale.

## Riconoscimenti
- 2023  – Nastri d'argento[15]
  - Premio Fondazione Claudio Nobis a Greta Gasbarri
  - Candidatura al migliore soggetto a Ivano De Matteo e Valentina Ferlan
  - Candidatura al migliore attore protagonista a Edoardo Leo
  - Candidatura alla migliore attrice non protagonista a Milena Mancini
- 2023 – Ciak d'oro[16]
  - Miglior film drammatico
- 2023 – Globo d'oro[17]
  - Miglior attore a Edoardo Leo
  - Miglior sceneggiatura a Ivano De Matteo e Valentina Ferlan
  - Candidatura al miglior film
  - Candidatura al miglior regista a Ivano De Matteo
  - Candidatura alla giovane promessa a Greta Gasbarri